# 路易斯·雷蒙德
路易斯·雷蒙德（英語：Louis Raymond，1895年6月28日—1962年1月30日），南非男子网球运动员。他曾代表南非参加1920年和1924年夏季奥林匹克运动会网球比赛，其中1920年奥运会获得一枚金牌。